# Seminario Conciliar de Madrid
El Seminario Conciliar de Madrid (oficialmente Seminario Conciliar de la Inmaculada y San Dámaso) se encuentra situado en la calle San Buenaventura de la capital de España. En la actualidad, además del seminario de la archidiócesis de Madrid, también alberga la Facultad de Literatura Cristiana y Clásica San Justino de la Universidad Eclesiástica San Dámaso.

## Historia

### Antecedentes
El origen del seminario se encuentra ligado a la erección de la diócesis de Madrid, un hecho que no tuvo lugar hasta el 7 de marzo de 1885, cuando el papa León XIII desgajó la provincia de Madrid de la archidiócesis de Toledo. Este hecho requería el establecimiento de un seminario en la nueva sede diocesana. Inicialmente, se estableció en el palacio arzobispal, en la calle de la Pasa.

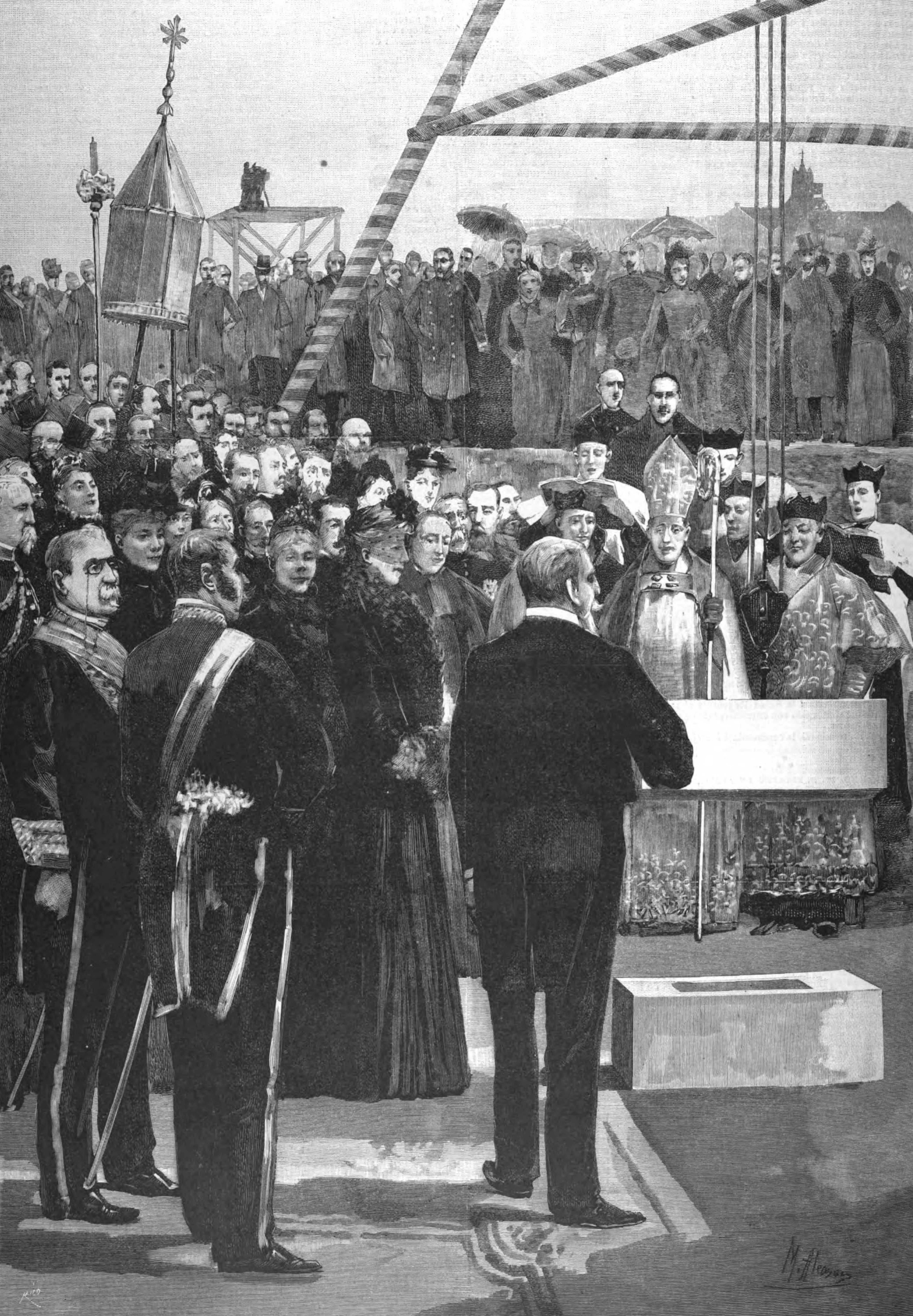
Bendición y colocación de la primera piedra del Seminario Conciliar de la Diócesis en el solar n.º 20 de la calle del Cisne, en presencia de la reina regente, la infanta Isabel y el obispo de Madrid-Alcalá (La Ilustración Española y Americana, marzo de 1891).

En 1891, con proyecto de Francisco de Cubas, arquitecto diocesano, comenzó la construcción de un edificio destinado específicamente a la formación de los sacerdotes de la diócesis en el paseo del Cisne (actual calle de Eduardo Dato), número 20 (esta afirmación es, sin embargo, rebatida por Pedro Navascués, que afirma no haber encontrado ninguna constancia de la involucración del marqués de Cubas en el diseño o construcción del seminario madrileño, aunque no descarta que pudiese haber elaborado un proyecto mientras dirigía las obras de la catedral de la Almudena).

### Seminario Conciliar en las Vistillas
Sin embargo, poco después de iniciada la construcción del seminario en el paseo del Cisne, el obispado decidió que la ubicación definitiva del seminario estaría en Las Vistillas, en el terreno que ocupaba el antiguo palacio del duque de Osuna.
El palacio del duque de Osuna, se encontraba situado al final de la calle Don Pedro, frente al descampado de Las Vistillas. Hay constancia de la existencia de un edificio a finales del siglo XVI y de su adquisición por el duque del Infantado en el siglo XVII. A finales del siglo XVIII el edificio fue sustituido por encargo de los duques del Infantado por otro nuevo obra de Juan Pedro Arnal. A principios del siglo XIX entroncaron las casas del Infantado y Osuna, por lo que el palacio fue conocido como palacio de los duques de Osuna. A la muerte de Mariano Téllez-Girón y Beaufort Spontin, duque del Infantado y de Osuna, dejando unas enormes deudas, se inició un largo pleito entre los acreedores y los herederos del duque. En 1894 se produjo el fallo a favor de los acreedores y se vendieron los palacios de la casa de Osuna en Madrid. La archidiócesis de Madrid compró el palacio y en 1900 lo derribó para construir el seminario. Los jardines de la finca se conservaron, al haberlos comprado el Ayuntamiento de Madrid y convertirlos en los jardines de Las Vistillas.
En 1901 los arquitectos Miguel de Olabarría y Ricardo García Guereta elaboraron el proyecto, en el que se modificaba el proyecto inicial del marqués de Cubas. Al año comenzaron las obras, elaborándose un nuevo proyecto que hacía más grande la capilla y prescindía de algunos de los pabellones de los patios previstos en el proyecto inicial. Tras la muerte de Olabarría en 1904, se encargaron de la finalización de la obra García Guereta y Juan Moya Idígoras. La inauguración tuvo lugar el 23 de octubre de 1906. El seminario recibió la advocación del papa San Dámaso.
En 1950, y ante el aumento del número de seminaristas, se construyeron dos nuevos pabellones en los lados norte y sur respectivamente.
En 1977 se incoó su expediente de declaración de monumento, junto con más de un centenar de zonas y monumentos, como parte del conjunto histórico-artístico de la villa de Madrid.  Orden de 4 de junio de 1977, de la Dirección General del Patrimonio Artístico y Cultural del Ministerio de Educación y Ciencia (BOE de 08/07/1977)
A finales de 2021 se pinta completamente la capilla y parte de los pasillos del edificio.

## Descripción
El Seminario Conciliar de Madrid es un edificio de planta rectangular, con torreones sobre las esquinas y una torre de ingreso en su fachada este. Se distribuye simétricamente en torno a dos patios también rectangulares. El cuerpo central, que separa ambos patios, lo ocupa la iglesia. Esta tiene una planta en forma de cruz latina y consta de una sola nave. El presbiterio y el ábside sobresalen del edificio, extendiéndose ligeramente hacia el oeste. De estilo neomudéjar, su fachada es de ladrillo visto en la que disponen juegos de grandes vano. Su decoración es neogótica. Por otra parte, su gran volumen relaciona el edificio con las construcciones militares de la época.